# La Piedad (escultura)
La escultura urbana coneguda pel nom La Piedad, ubicada a la plaça de Longoria Carbajal, a la ciutat d'Oviedo, Principat d'Astúries, Espanya, és una de les més d'un centenar que adornen els carrers de l'esmentada ciutat espanyola.
El paisatge urbà d'aquesta ciutat, es veu adornat per obres escultòriques, generalment monuments commemoratius dedicats a personatges d'especial rellevància en un primer moment, i més purament artístiques des de finals del segle xx.
L'escultura, feta a bronze, és obra de Santiago de Santiago, i està datada en 2009.
Aquesta escultura es va ubicar en aquesta plaça després de ser reformada l'any 2009, substituint a la primera obra de Santiago de Santiago situada en aquesta, la coneguda com "Mavi", que va ser reubicada a la plaça del Concellín, a La Corredoria, per petició dels veïns, segons declaracions de l'Alcalde d'Oviedo.
L'obra mostra una dona nua, amb una postura intimista, abstreta, amb una forta càrrega de sentiments, reclinada sobre ella mateixa i una mica agenollada al sól.